# Iteadaphne caudata
Iteadaphne caudata là loài thực vật có hoa trong họ Nguyệt quế. Loài này được (Nees) H.W. Li miêu tả khoa học đầu tiên năm 1985.